# Festival de Darmstadt

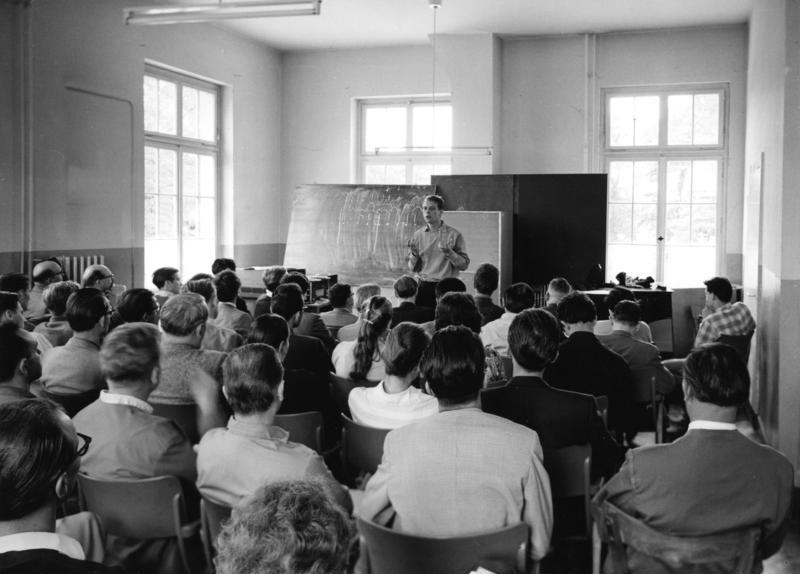
Stockhausen ministrando aula durante o 12° Festival de Darmstadt em 1957

O Festival de Darmstadt (na forma alemã oficial Internationale Ferienkurse für Neue Musik; informalmente, Darmstädter Ferienkurse), também referido como Curso de Férias de Música Nova de Darmstadt foi um célebre evento anual que reuniu estudantes de música na cidade alemã de Darmstadt, a partir de 1946.
Ligado ao contexto do segundo pós-guerra, o Festival de Darmstadt permitiu às novas gerações o contato com a música da segunda escola de Viena.
Entre os alunos do festival destacaram-se várias personalidades que tiveram ali parte importante de sua formação musical: Theodor Adorno, Milton Babbitt, Luciano Berio, Pierre Boulez, John Cage, Morton Feldman, Brian Ferneyhough, Alois Hába, Hans Werner Henze, Mauricio Kagel, Ernst Krenek, György Ligeti, Bruno Maderna, Olivier Messiaen, Luigi Nono, Hermann Scherchen, Karlheinz Stockhausen, Edgard Varèse e Iannis Xenakis.